# Basílica de Nuestra Señora de la Merced (Barcelona)

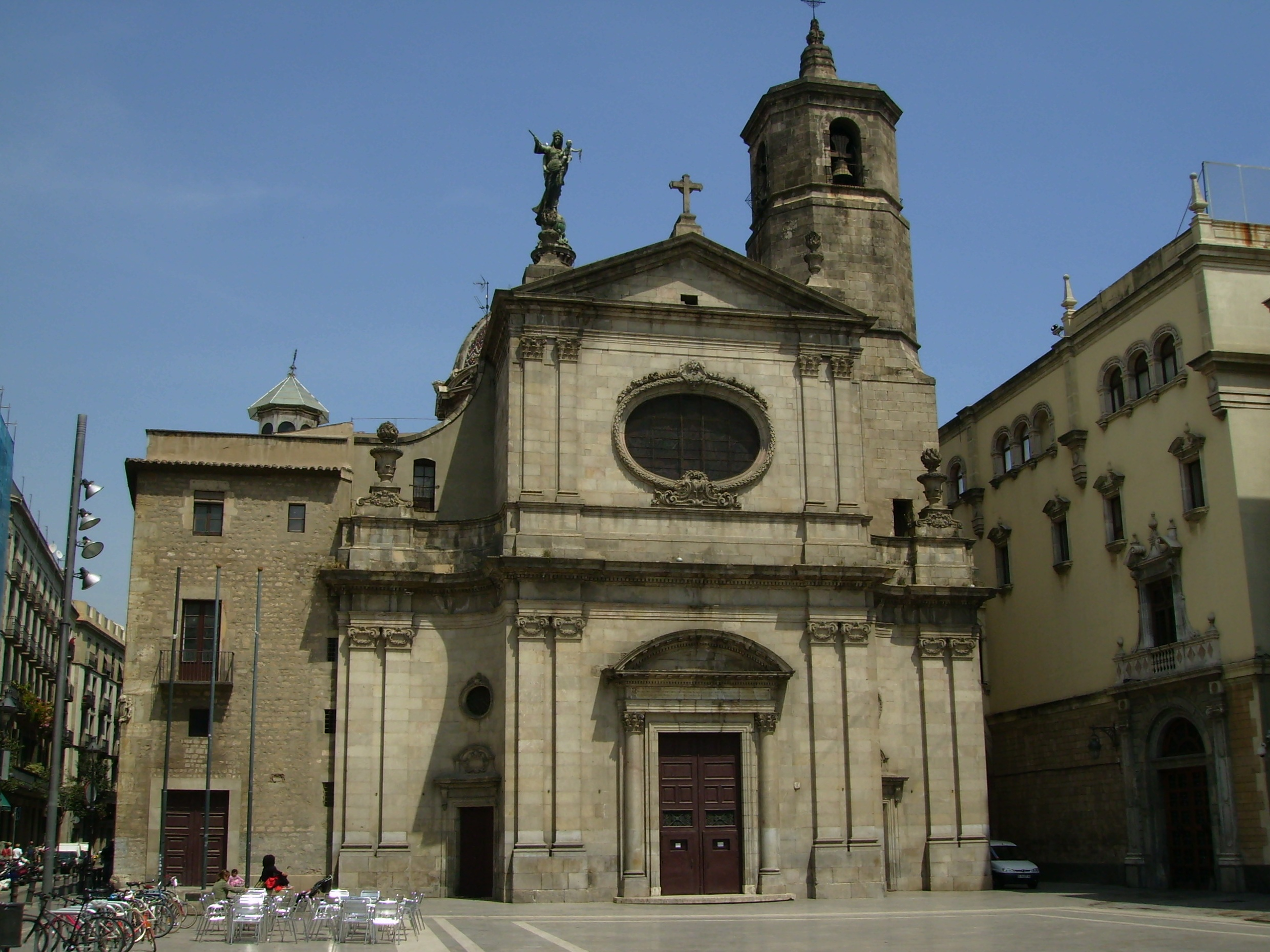
de basiliek

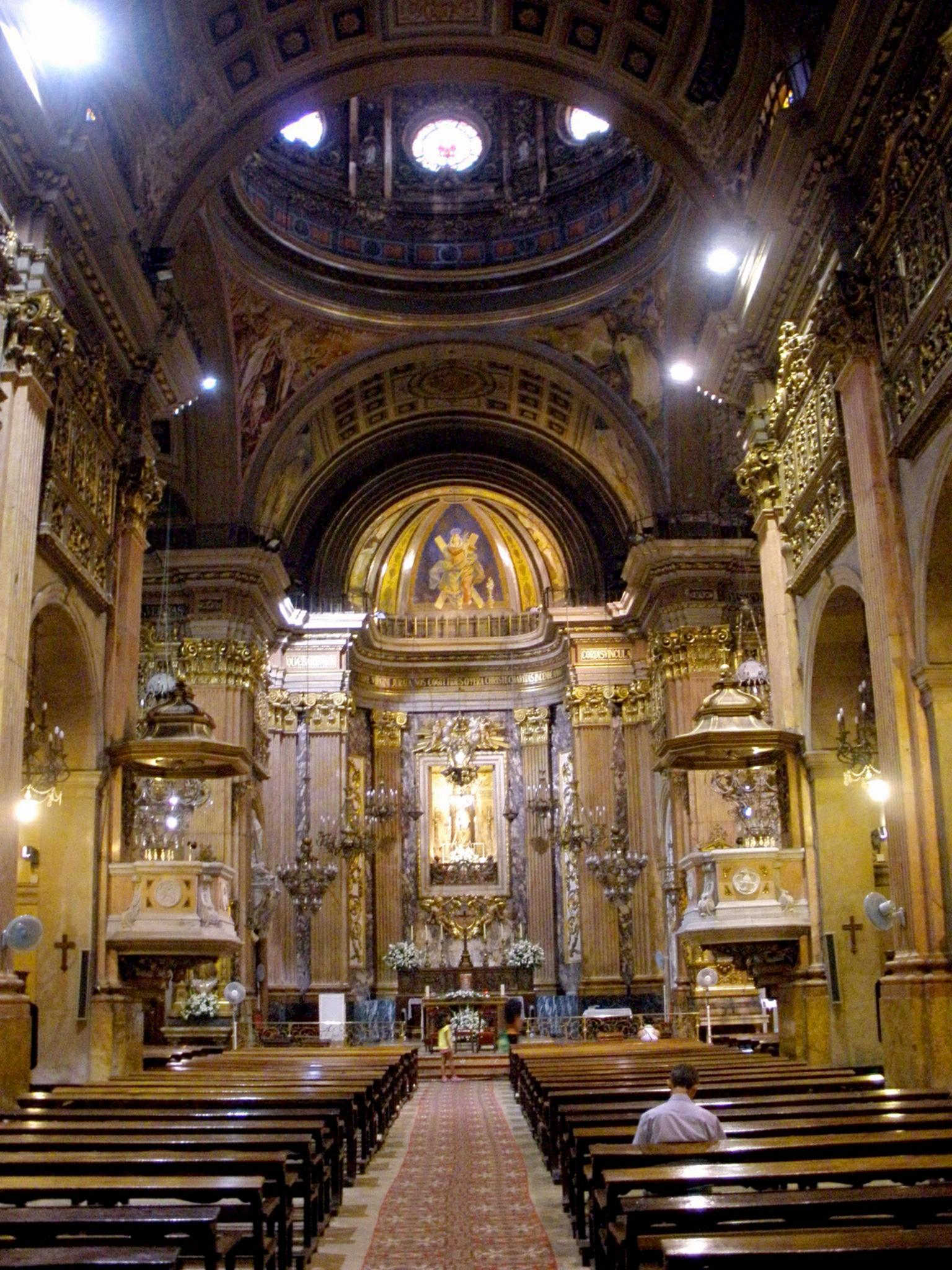
Interieur

De Basílica de Nuestra Señora de la Merced y San Miguel Arcángel (Spaans, Catalaans: Basílica de la Mare de Déu de la Mercè i Sant Miquel Arcàngel) is een basiliek in de wijk Barri Gòtic van de Catalaanse hoofdstad Barcelona. De basiliek is een voorbeeld van barokarchitectuur en gewijd aan Mare de Déu de la Mercè, de beschermheilige van de stad.
Het gebouw werd gebouwd in de periode van 1765 tot 1775 op de plek van een eerdere middeleeuwse kerk. In 1918 verleende Paus Benedictus XV de kerk de titel basilica minor.